# Steinunn Sæmundsdóttir
Steinunn Sæmundsdóttir (* 28. November 1960 in Reykjavík) ist eine ehemalige isländische Skirennläuferin.

## Karriere
Steinunn Sæmundsdóttir nahm an den Olympischen Winterspielen 1976 und 1980 teil. Beide Male startete sie im Slalom und Riesenslalomrennen.